# Le Rideau de la mort
Pour plus de détails, voir Fiche technique et Distribution.
Le Rideau de la mort (The Flesh and Blood Show) est un film britannico-américain réalisé par Pete Walker, sorti en 1972.

## Synopsis
Dans un village paisible de la côte anglaise, dans un théâtre abandonné, une troupe de jeunes acteurs répète une pièce qu'ils veulent présenter sur la scène londonienne. Cependant, peu conscients sont-ils du fait que ce théâtre héberge un terrible secret et qu'ils courent tous un grave danger.

## Fiche technique
- Titre en français : Le Rideau de la mort / Le Théâtre de l'angoisse ou De chair et de sang
- Titre original : The Flesh and Blood Show
- Réalisation : Pete Walker
- Scénario : Alfred Shaughnessy
- Musique : Cyril Ornadel
- Montage : Alan Brett
- Photographie : Peter Jessop
- Production : Pete Walker
- Société de production : Peter Walker (Heritage) Ltd.
- Société de distribution : Tigon Film Distributors
- Pays  de production :  Royaume-Uni,  États-Unis
- Langue : Anglais
- Format : Couleur - Mono - 35 mm - 1.75:1
- Genre : Horreur
- Durée : 86 min
- Interdit aux moins de 12 ans
- Date de sortie :
  - Royaume-Uni : octobre 1972
  - États-Unis : 9 août 1974

## Distribution
- Ray Brooks : Mike Archer
- Jenny Hanley : Julia Dawson
- Luan Peters : Carol Edwards
- David Howey : John Ferlow
- Judy Matheson : Jane Frewin
- Patrick Barr : Major Bell / Sir Arnold Gates
- Raymond Young : L'inspecteur Walsh
- Candace Glendenning : Sarah
- Tristan Rogers : Tony Weller
- Penny Meredith : Angela
- Robin Askwith : Simon
- Sally Lahee : Iris Vokins
- Elizabeth Bradley : Mme Saunders